# كونغ باو! إنتر ذا فيست
كونغ باو! إنتر ذا فيست (بالإنجليزية: Kung Pow! Enter the Fist)، هو فيلم فنون قتال أمريكي ساخر، ومقتبس من الفيلم الأصلي الذي عرضت في هونغ كونغ سافيج كيلرز (Savage Killers)، وعرض الفيلم سنة 2002، وهو من بطولة ستيف أويديكيرك.